# Eugenio Miccini
Eugenio Miccini (Firenze, 23 giugno 1925 – Firenze, 19 giugno 2007) è stato uno scrittore, poeta e artista italiano.

## Biografia
Eugenio Miccini nacque nel 1925 a Firenze. Dopo aver vissuto in collegio e in seminario, dove compì studi umanistici, si appassionò alla filosofia e si laureò in pedagogia.
Nel 1963 fondò insieme a poeti, musicisti e pittori, il Gruppo 70, coniando il termine poesia visiva che sarà poi adottato dalla generalità degli operatori. La poesia visiva sarà per lui sempre un indirizzo artistico caratterizzato dalla preminenza dell'immagine sul testo tipografico, diretto all'ottenimento di composizioni in cui parole e immagini, segni e figure, si integrano senza soluzione di continuità sul piano semantico (Dizionario della lingua italiana Devoto-Oli, Le Monnier).
Il decennio '60 fu assai ricco di attività da parte del Gruppo 70, a cominciare dai due convegni organizzati a Firenze nel 1963, sul tema "Arte e comunicazione" e nel '64 su "Arte e tecnologia", nei quali si discusse di interdisciplinarità, di interartisticità, cioè di quelle pratiche in atto nelle arti, caratterizzate da operazioni multicodice o mixed-media, operazioni che si potevano classificare come "poesia totale", attuata, cioè, con la più vasta sinestesia, includendo negli spettacoli suoni e rumori, gesti e azioni, materiali più disparati, giornali e riviste e perfino profumi e vivande.
Nel 1969 fondò a Firenze la rivista Tèchne, sotto la cui etichetta promosse pubblicazioni di libri d'artista, volumi di teatro sperimentale e libri sulla società culturale del momento.
Eugenio Miccini collaborò come cultore di discipline semiotiche alla cattedra di Strumenti e Tecniche della comunicazione visiva dell'Università di Firenze (Facoltà di Architettura). Insegnò Storia dell'Arte contemporanea nelle accademie di belle arti di Verona e Ravenna. Al suo lavoro, notificato nell'Enciclopedia Treccani, sono state dedicate tesi di laurea e di dottorato, anche alla Sorbona di Parigi e all'Università di Belgrado. L'artista è incluso in antologie e libri di testo scolastici, come Storia dell'Arte Italiana, di Carlo Bertelli, Giuliano Briganti, Antonio Giuliano, Mondadori Electa.
Suoi lavori figurano in molte collezioni pubbliche, tra cui: Biennale di Venezia, Museo della Pilotta di Parma, Museum of Modern Art di New York, Museo Carandente, Palazzo Collicola - Arti visive di Spoleto, Museo BWA di Dublino, e le gallerie civiche di Céret, Mantova, Bologna, Valencia, Anversa, Varsavia, Tojyo e molte altre. Dal 2014 alcune opere sono esposte al Museo Novecento di Firenze, in una sala al primo piano.
Partecipò alle più importanti mostre internazionali, quali: Biennale di Venezia (quattro volte), Quadriennale di Roma (come commissario), Stedelijik Museum di Amsterdam, Palazzo Forti di Verona, Palazzo Vecchio di Firenze, Musei di Marsiglia, GAM, Palazzo dei Diamanti di Ferrara.
Pubblicò più di settanta libri di carattere creativo e saggistico.
Opere verbo-visive di Eugenio Miccini sono inserite all'interno di contenitori d'arte come Geiger n. 10; Antologia Ad Hoc; Offerta Speciale; BAU Contenitore di Cultura Contemporanea e Bricolage.
Morì a Firenze il 19 giugno 2007.
Nel 2014, gli eredi hanno acconsentito ad inserire le opere di Miccini all'interno del progetto IT@RT, realizzando e distribuendo t-shirt in edizione limitata raffiguranti le opere dell'artista.

## Pubblicazioni
- La poesia è violenza, Poesia visiva, Poesia politica, pubblica, Firenze, Tèchne, 1972.
- Une semiologie de la transgression, in "Inter", Quebec, aprile 1984.
- Poesia e no, 1963-1984, Udine, Campanotto, 1985
- Poesia Visiva: 1962 - 1991, Verona, Parise, 1991
- Une semiologie de la transgression, in "Poesia visiva e dintorni", Meta, Firenze 1995.
- La poesia visiva oggi, in Poesia Totale, 1897-1997: dal colpo di dadi alla poesia visuale, 2, a cura di Mascelloni, Sarenco, Parise, Verona, 1998, pp. 37-38
- Libri D'artista, a cura di Eugenio Miccini, Annalisa Rimmaudo, Mantova, Sometti, 2000
- Anche il silenzio è parola, Firenze, Edizioni Meta Parole e Immagini, 2002